# Free-to-play
Pour le film documentaire, voir Free to Play (film).

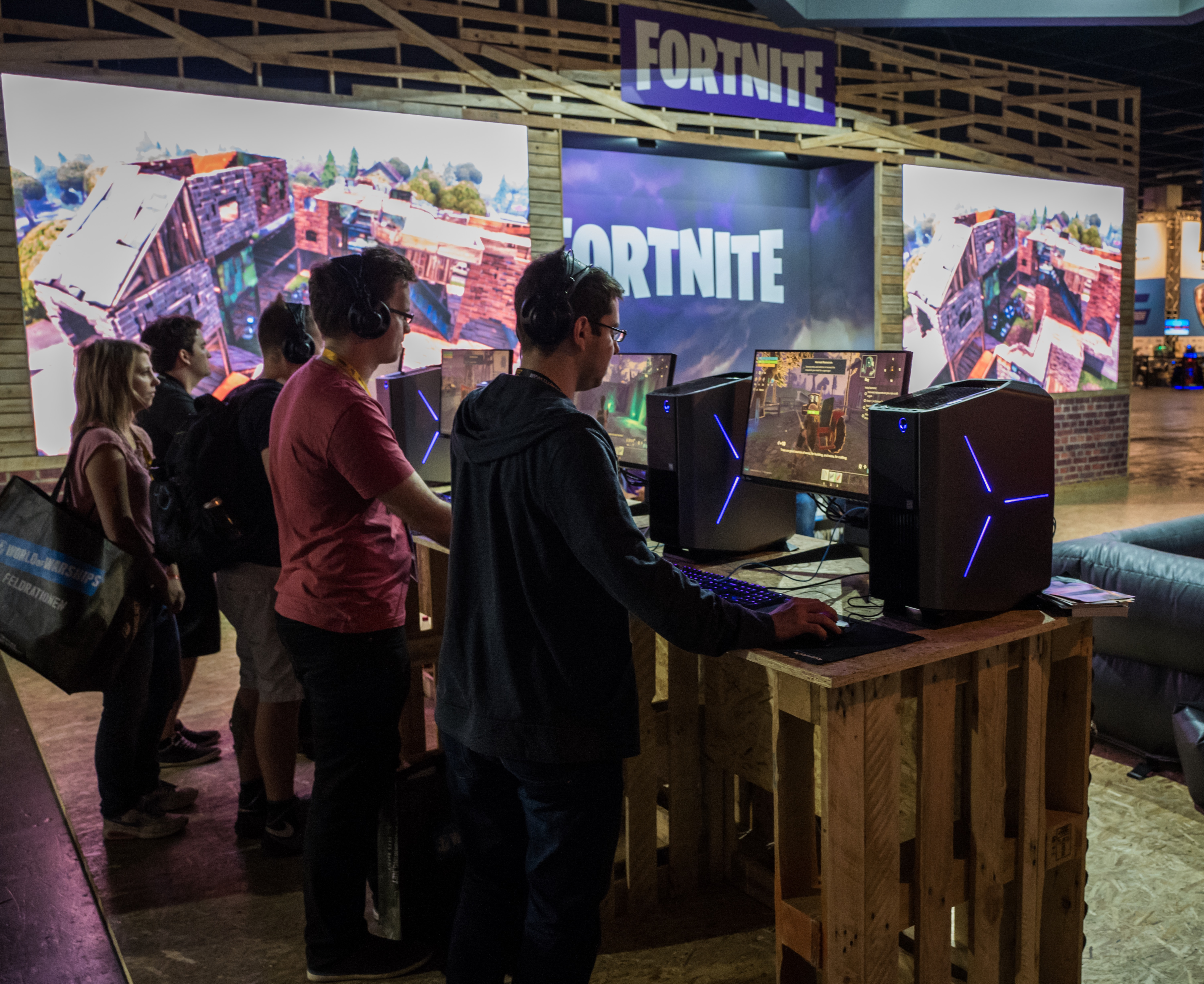
Fortnite au Gamescom 2017

Le terme free to play (abrégé en F2P), littéralement « libre de jouer », indique un type de jeu vidéo à l'accès gratuit.
Les jeux F2P utilisent souvent le principe des micropaiements au sein d'une boutique virtuelle pour se rentabiliser et se viabiliser. Ces jeux sont initialement souvent simples avec un faible budget, mais le free-to-play a évolué et propose également des jeux de meilleure qualité avec un budget plus important.
Dans le domaine des jeux vidéo, de très nombreux jeux sont gratuits, c'est le cas de la plupart des abandonwares. Cependant, la notion de free-to-play n'a vraiment pris son essor en tant que modèle d'entreprise qu'avec les jeux en ligne, notamment les jeux de rôle en ligne massivement multijoueur (MMORPG en anglais).
Le modèle économique initial des jeux de rôle en ligne massivement multijoueur était celui de l'abonnement : on y joue moyennant un paiement mensuel en plus parfois d'acheter le jeu en boite comme EverQuest ou World of Warcraft. Mais, en 2001 en Corée, sont apparus des jeux comme Maple Story dont le logiciel pouvait être librement téléchargé et qu'il était possible d'utiliser sans abonnement. Ce modèle s'est par la suite popularisé, notamment à travers Second Life et nombre de jeux massivement multijoueur d'origine coréenne comme Flyff, Archlord, Twelve Sky 2, etc.
Les jeux en ligne gratuits sont financés soit par la publicité, soit par un système d'achat de biens virtuels (objets ou monnaie notamment).
Par ailleurs, le modèle économique free to play n'est pas exclusif. Un même jeu peut être proposé à la fois en version achetée en version free to play. C'est le cas de Second Life qui propose également une version « par abonnement ». Quelques jeux en ligne sont free to play dans leurs versions alpha et bêta puis deviennent payants en phase d'exploitation.

## Concepts de base

### La frustration
Le joueur, dans ses premières minutes de jeu, pourra avoir accès à de nombreuses ressources et jouer sans problème. Il sera au fur et à mesure confronté à de plus en plus de difficulté ; on lui proposera alors de nombreux moyens (objets, personnages, sorts, ressources, etc.) qui vont lui permettre de dépasser sa frustration en les achetant.
Certains jeux free to play sont considérés pay to win (littéralement « payer pour gagner »), dans le sens qu'ils incitent fortement les joueurs à dépenser de l'argent, que ce soit par des limitations dans le gameplay ou encore des pop-ups de publicité de la boutique qui mettent en exergue des réductions alléchantes pour une monnaie virtuelle ou des objets.
Les pay to win contrairement à de nombreuses idées reçues n'ont pas vocation à faire gagner les joueurs automatiquement une fois passée par la boutique mais à leurs conférer des avantages de temps de jeu, que ce soit utile comme des équipements ou que ce soit purement pratique comme des boosts d'xp, d'argent, etc. Cela revient au même. Un jeu pay to win a été créé dans le but de générer de l'argent en grande quantité et c'est bien pour cela que ce modèle économique s'est autant démocratisé et que de plus en plus de jeu free to play sortent. Les développeurs jouent volontairement sur l'impatience du joueur pour le faire payer.

### L'engagement
Fortement lié à la routine, le concept d'engagement consiste à chercher à faire rentrer le jeu dans les habitudes quotidiennes du joueur. De nombreuses mécaniques liées au temps sont ainsi mises en place, comme le gain journalier d'avantages (quêtes journalières par exemple) ou bien la construction étalée dans le temps d'un bâtiment.

### Pay to win
Littéralement, « payer pour gagner », le pay to win consiste en l'achat d'objets pour avoir un avantage significatif dans le jeu.
L'argent devient alors un moyen de gagner, dans une mécanique injuste mais addictive. Pourtant, de nombreux jeux l'utilisent, qu'elle soit très légère (dans League Of Legends par exemple) ou très importante (Candy Crush Saga, etc.). Les jeux d'Electronic Arts gratuits tels que Need for Speed World ou Clash of Clans ont un positionnement moyen, où il est possible de gagner sans jamais payer, mais l'argent dépensé permet de gagner très rapidement les niveaux d'expérience.

### Les «baleines»
On appelle « baleines » (« whales » en anglais) les joueurs qui dépensent beaucoup d'argent dans un free-to-play et jouent régulièrement au jeu. On constate que ce montant peut augmenter jusqu'à des milliers de dollars pour certaines personnes. C'est grâce aux objets à acheter en jeu que les baleines sont « possibles », on peut appliquer l'optimum de Pareto aux free-to-play et les baleines sont souvent plus de l'ordre du 1 % de la masse totale des utilisateurs.[réf. souhaitée]

### La première expérience utilisateur
Appelée aussi First User Experience (FUE) en anglais, la « première expérience utilisateur » désigne le ressenti du joueur qui découle de sa première session de jeu, dans un free-to-play cette première expérience utilisateur va avoir pour objectif d'engager le joueur, de favoriser la viralité autour du jeu et de l'inviter à revenir le lendemain.
Une première expérience utilisateur bien conçue va fidéliser le joueur, on mesure notamment le taux de retour (fidélisation), c'est-à-dire le pourcentage de joueurs qui reviennent dans le jeu le lendemain. Pour les jeux Facebook par exemple, on considère qu'un bon taux de retour est de l'ordre de 25 %.

## Avantages et inconvénients

### Avantages
Pour un jeu free-to-play, il n'y a pas de barrière à l'entrée lorsqu'il s'agit du prix. N'importe qui ayant le matériel pour jouer au jeu sera libre de le télécharger. Une plus grande masse de joueurs est ainsi visée par les éditeurs du jeu. La base de joueurs peut ainsi augmenter et favoriser l'activité quotidienne d'un jeu multijoueur.
Ainsi, le free-to-play n'a aucun intérêt à être piraté. En effet, c'est une problématique majeure dans l'industrie du jeu vidéo et ce modèle contre grandement le piratage. Le joueur n'a aucun intérêt à pirater le jeu puisqu'il est gratuit. Il existe tout de même des logiciels de piratage concernant les objets à acheter en jeu, mais ceux-ci sont relativement peu utilisés.
De surcroît, un modèle free-to-play nécessite moins de moyens en communication. En effet, c'est le rôle du joueur qui ne débourse rien, en invitant ses amis il contribue à la promotion et l'animation du jeu. Prenons l'exemple de l'éditeur de jeux Gameforge où 85 % des nouveaux inscrits arrivent sur recommandation de leurs amis.

### Inconvénients
L'inexistence de prix implique un biais psychologique selon lequel plus un objet est cher, plus le propriétaire cherchera à le rentabiliser[pas clair]. Les développeurs d'un jeu free to play doivent donc particulièrement faire attention aux premières minutes de jeu. Les joueurs sont ainsi plus enclins à ne pas aller très loin dans le jeu et à le désinstaller après seulement quelques minutes de jeu.

## Liste non exhaustive de jeuxFree-to-playactuels
Jeu de rôle en ligne massivement multijoueur (MMORPG) :
| Nom du jeu                                   | Version free-to-play |
| -------------------------------------------- | -------------------- |
| Age of Conan Unchained                       | 7 juillet 2011       |
| Aion: The Tower of Eternity                  | 29 février 2012,     |
| Allods Online                                | Depuis le début      |
| ArcheAge                                     | Inconnue             |
| Cabal Online                                 | Depuis le début      |
| Champions Online                             | 25 janvier 2011      |
| DC Universe Online                           | Novembre 2011        |
| Dragonica (fermé en Europe)                  | Depuis le début      |
| Dragon Nest                                  | Depuis le début      |
| EverQuest                                    | 16 mars 2012         |
| EverQuest II                                 | Inconnue             |
| Flyff                                        | Depuis le début      |
| Guild Wars 2 (version de base)               | 29 août 2015         |
| Le Seigneur des anneaux online               | Inconnue             |
| MapleStory                                   | Inconnue             |
| Path of Exile                                | Depuis le début      |
| Perfect World                                | Depuis le début      |
| Pirates of the Burning Sea                   | Inconnue             |
| Ragnarök Online                              | Inconnue             |
| Rappelz                                      | Depuis le début      |
| Rift: Planes of Telara                       | 12 juin 2013         |
| Runes of Magic                               | Depuis le début      |
| Ryzom (version d'évaluation)                 | Inconnue             |
| Shaiya                                       | Depuis le début      |
| Silkroad Online                              | Depuis le début      |
| Slayers Online                               | Depuis le début      |
| Star Trek Online                             | 17 janvier 2012      |
| Star Wars: The Old Republic                  | Inconnue             |
| The Tower of Druaga: The Recovery of Babylim | Depuis le début      |
| WildStar                                     | 29 septembre 2015    |
| World of Warcraft (édition découverte)       | 18 septembre 2011    |

Autres jeux en ligne massivement multijoueur :
| Nom du jeu                                            | Version free-to-play |
| ----------------------------------------------------- | -------------------- |
| All Points Bulletin                                   | 2011                 |
| Empire of Sports                                      | Depuis le début      |
| Fortnite Battle Royale                                | 2017                 |
| League of Legends                                     | Depuis le début      |
| World of Tanks, World of Warships, World of Warplanes | Depuis le début      |
| Dota 2                                                | Inconnue             |
| Second Life                                           | Depuis le début      |
| Defiance                                              | Inconnue             |
| PlanetSide 2                                          | Inconnue             |
| La plupart des jeux par navigateur                    | Depuis le début      |

Jeu de cartes à collectionner :
| Nom du jeu                      | Version free-to-play |
| ------------------------------- | -------------------- |
| Eredan iTCG                     | Depuis le début      |
| Hearthstone: Heroes of Warcraft | Depuis le début      |
| Spellweaver                     | Depuis le début      |

Jeu de tir à la troisième personne ou à la première personne :
| Nom du jeu         | Version free-to-play |
| ------------------ | -------------------- |
| GunZ: The Duel     | Depuis le début      |
| FEAR Combat        | 2006                 |
| Battlefield Heroes | Depuis le début      |
| Team Fortress 2    | 23 juin 2011         |
| Tribes: Ascend     | Depuis le début      |
| Warframe           | Depuis le début      |
| Battleborn         | 6 juin 2017          |
| CS:GO              | 6 décembre 2018      |
| Valorant           | Depuis le début      |

Jeu de stratégie :
| Nom du jeu          | Version free-to-play |
| ------------------- | -------------------- |
| Nemexia (en)        | Depuis le début      |
| Tom Clancy's EndWar | Depuis le début      |

## Liste non exhaustive de jeuxFree-to-playfermés
- Age of Empires Online (fermé en 2014)
- Archlord (fermé en 2014)
- Dream of Mirror Online (fermé en 2012)
- Legends of Norrath (fermé en 2016)
- Might and Magic: Duel of Champions (fermé en 2016)
- Motor City Online (fermé en 2003)
- Infinite Crisis (fermé en 2015)[9]
- Tous les free-to-play d'Electronic Arts : FIFA World (en), Battlefield Play4Free, Battlefield Heroes, Need for Speed World (fermés en 2015)
- Tom Clancy's Ghost Recon Phantoms (fermé en 2016)